# 진주남중학교
진주남중학교(晋州南中學校)는 대한민국 경상남도 진주시 칠암동에 있는 공립 중학교이다.

## 학교 연혁
- 1910년 4월 10일 : 진주공립학교 설립 인가
- 1949년 8월 31일 : 진주농림중학교로 교명 변경
- 1951년 8월 31일 : 진주농림중학교에서 진주남중학교로 분리개교
- 2001년 2월 21일 : 현 교사 신축
- 2023년 1월 5일 : 제72회 223명 졸업(누계 30,536명)
- 2023년 3월 1일 : 제26대 김희상 교장 부임
- 2023년 3월 1일 : 22학급(특수학급 2학급) 인가
- 2023년 3월 2일 : 2023학년도 신입생 입학(167명)

## 참고 자료
- 진주남중학교 - 한국교육학술정보원 학교알리미